# 29722 Chrisgraham
29722 Chrisgraham è un asteroide della fascia principale. Scoperto nel 1999, presenta un'orbita caratterizzata da un semiasse maggiore pari a 2,622794 UA e da un'eccentricità di 0,123695, inclinata di 14,709061ª rispetto all'eclittica. Ha un periodo di rotazione di 22,6168 ore.